# Abele Conigli
Abele Conigli (n. San Vito di Spilamberto, 19 ianuarie 1913 – d. Scapriano, 14 martie 2005) a fost un episcop catolic italian, episcop al Sfântului Mormânt din 1963 până în 1967, iar apoi episcop de Teramo-Atri, din 1967 până în 1988.
1. ↑  Catholic-Hierarchy.org, accesat în 22 octombrie 2020